# Карма Рекс
Карма Рекс (англ. Karma Rx, род. 21 января 1993 года, Филлмор, Калифорния, США) — американская порноактриса и эротическая фотомодель, лауреатка премии XBIZ Awards.

## Биография
Карма Рекс (сценическое имя) родилась и выросла в калифорнийском городке Филлмор в округе Вентура. Училась в колледже в Калифорнии, специализируясь на психологии. До начала съёмок в фильмах для взрослых работала моделью в эротических видеочатах на различных сайтах.
Дебютировала в порноиндустрии 27 сентября 2017 года во Флориде, в возрасте 24 лет, снявшись в первой сцене секса для Reality Kings с Рамоном Номаром.
Снималась для таких студий, как Archangel, Burning Angel, Manyvids, Wicked Pictures, Filly Films, Brazzers, Digital Playground, Evil Angel, Spizoo, Reality Kings, Naughty America и других.
В 2019 году была номинирована на AVN Awards и XBIZ Award в категории «лучшая новая старлетка» и победила на XBIZ Award в этой номинации.
По данным на 2019 год, снялась более чем в 145 фильмах.
Четыре с половиной года была бездомной, ночевала на бетоне и копалась в мусоре. Говорит, что опыт жизни на улицах помог ей в жизни. Раньше имела проблемы с наркотиками, но перестала употреблять в начале 2012 года. Вышла замуж в мае 2017 года, но развелась через месяц, в конце июня 2017 года. На май 2019 года на аккаунт актрисы в Инстаграме подписано 1,7 млн человек.

Я благодарна, что всё в моей жизни случилось так, как было, потому что я верю, что у меня есть драйв, который у меня есть, потому что я была бездомной… Я не принимаю всё как должное, и я очень много работаю для всего, что у меня есть в моей жизни, и я горжусь всем, чего я достигла.
Оригинальный текст (англ.)I'm grateful that everything in my life went the way that it did because I believe that I have the drive that I have because I was homeless... I don't take things for granted and I work really hard for everything that I have in my life and I'm proud of everything I've accomplished.

## Награды и номинации
| Год  | Церемония    | Результат | Номинация                        | Работа            |
| ---- | ------------ | --------- | -------------------------------- | ----------------- |
| 2018 | Inked Awards | Номинация | Звезда года                      | н/д               |
| 2019 | AVN Awards   | Номинация | Лучшая новая старлетка           | н/д               |
| 2019 | AVN Awards   | Номинация | Лучшая сцена группового секса    | The Orgy House    |
| 2019 | AVN Awards   | Номинация | Лучшая сцена триолизма МЖМ       | She Wants Us Both |
| 2019 | AVN Awards   | Номинация | Премия фанатов: медиазвезда      | н/д               |
| 2019 | XBIZ Award   | Победа    | Лучшая новая старлетка           | н/д               |
| 2019 | XBIZ Award   | Номинация | Лучшая секс-сцена в гонзо-фильме | Beautiful Tits 5  |

## Избранная фильмография
- Axel Braun's Inked 4[10],
- Beautiful Tits 5[11],
- Creampied Vixens 2[12],
- Cum On My Tattoo 9[13],
- Darcie Dolce’s Squirting Stepsisters[14],
- Kianna Dior Busty Asian Cum Slut 4[15].